# حديبة سمعية
الحديبة السمعية (بالإنجليزية: Acoustic tubercle)‏ هي نواة عند نهاية العصب القوقعي.
يُوجد العصب القوقعي وحشيًا لجذر العصب الدهليزي، وتنتهي الألياف في نواتين، الأولى تُعرف بالنواة الإضافية، وتقع مباشرةً أمام السويقة السفلية، والأخرى هي الحديبة السمعية، وتكون وحشيةً لها.